# Népnevelők Könyvtára
A Népnevelők Könyvtára (1902-től Néptanítók Könyvtára néven) egy 20. század eleji magyar pedagógiai könyvsorozat volt, amely Peres Sándor szerkesztésben és a Lampel Róbert-féle kiadó gondozásban a következő műveket tartalmazta:
- 1. füzet. Komáromy Lajos. Fáy András mint paedagogus. (63 l.) 1899
- 2. füzet. Schön József. A szociálizmus ismertetése. 1899
- 3. füzet. Somogyi Géza. Nagy-Britannia közoktatásügye. (111 és 1 l.) 1900
- 4. füzet. Körösi Henrik. Paedagogiai kalauz. A népnevelés céljaira irt –. (56 és 2 l.) 1900
- 5. füzet. Pecséri Károly. Quintilianus és Plutarchos. Neveléstörténeti tanulmány. (71 l.) 1900
- 6. füzet. Peres Sándor. A beszéd- és értelemgyakorlatokról. Vezérkönyv gyanánt. 3. kiadás. (106 l.) 1900
- 7–12. füzet. ?
- 13–14. füzet. Krausz Sándor. A Herbart–Ziller–Rein-féle didaktikai elmélet és gyakorlat. Tanítók és tanító-növendékek számára. (177, II l.) 1902
- 15–16. füzet. Ember János. Az apró emberek tudománya. (191 l.) 1902
- 17. füzet. Scossa Dezső. Tanulmányútam Porosz-, Szász- és Bajorországban, Svájcban és Würtembergben. (1897–1901.) (140 l.) 1903
- 18. füzet. Gönczi Ferenc. A gazdasági ismétlő-iskola. A gazdasági iskolák áttekintésével, a gazdasági ismétlőiskolai tanítási terv keresztülvitelének rövid útmutatásával és a magyar mezőgazdaság vázlatos multjával. (79 l.) 1903
- 19. füz. Péterfy Sándor. Francke Ágost Hermann. (100 l.) 1903
- 20–21. füzet. Stepanko Albert. Vezérkönyv a testgyakorlathoz. Népiskolai tanítók számára. (356 l.) 1903
- 22–23. füzet. Dreisziger Ferenc. A népiskolai történettanítás módszeréről. Tanítók és tanítónövendékek számára. (192 l.) 1905
- 24. füzet. Somogyi Béla. A francia népoktatás. (128 l.) 1905
- 25. füzet. Mosdóssy Imre. Az eszmény a népiskolában. (108 l.) 1905
- 26. füzet. Dőri S. Zsigmond. Tanulmányok a pedagógiai lélektan köréből. (128 l.) 1905
- 27. füzet. Kiss Áron, dr. Losontzi István életrajza. (63 l.) 1905
- 28. füzet. Köveskúti Jenő. Az énektanítás módszertana. Énektanárok, néptanítók és tanítónövendékek számára. (85 l.) 1906
- 29–31. füzet. Iványi Ede, dr. Comenius Amos János élete, paedagogiai s egyéb irodalmi munkássága. (312 l.) 1907
- 32. füzet. Köveskúti Jenő. Az énektanítás vezérkönyve. Énektanárok, néptanítók és tanítónövendékek számára. Irta –. (108 l.) 1907
- 33. füzet. Kemény Ferenc. A nemi probléma. (Sexuális pedagógia.) Gyakorlati tanácsok az erkölcsi nevelésre és a korai érzékiség leküzdésére. (125 l.) 1907
- 34. füzet. Petri Mór, dr. Az ifjúsági egyesületek a népművelés terén. (74 l.) 1908
- 35–36. füz. Böngérfi János. Népiskolai magyar nyelvtanaink története. (224 l.) 1908
- 37. füzet. James, W. Lélektani előadások tanítók számára. Fordította dr. Ozorai Frigyes. (IV, 116 l.) 1909
- 38. füzet. Gaal Mózes. Szociális levelek. (112 l.) 1909
- 39–40. füzet. Sacher Eleonóra. A női kézimunka tanításának módszere. Vezérkönyv kézimunka-tanítónők számára. Az új népiskolai, s különösen az új polgári iskolai tanterv tekintetbe vételével. 33 szövegképpel, 5 szabásrajzzal és 11 képmelléklettel. (134 l.) 1909